# 10 000 meter för damer i friidrott vid olympiska sommarspelen 1996
10 000 meter för damer vid olympiska sommarspelen 1996 i Atlanta avgjordes den 27 juli-2 augusti. 

## Medaljörer
| Gren         | Guld                        | Guld          | Silver             | Silver   | Brons                | Brons    |
| 10 000 meter | Fernanda Ribeiro · Portugal | 31.01,63 (OR) | Wang Junxia · Kina | 31.02,59 | Gete Wami · Etiopien | 31.06,65 |

## Resultat
- Q innebär avancemang utifrån placering i heatet.
- q innebär avancemang utifrån total placering.
- DNS innebär att personen inte startade.
- DNF innebär att personen inte fullföljde.
- DQ innebär diskvalificering.
- NR innebär nationellt rekord.
- OR innebär olympiskt rekord.
- WR innebär världsrekord.
- WJR innebär världsrekord för juniorer
- AR innebär världsdelsrekord (area record)
- PB innebär personligt rekord.
- SB innebär säsongsbästa.

### Final
| Placering | Final                     | Tid      |
| --------- | ------------------------- | -------- |
|           | Fernanda Ribeiro (POR)    | 31.01,63 |
|           | Wang Junxia (CHN)         | 31.02,58 |
|           | Gete Wami (ETH)           | 31.06,65 |
| 4.        | Derartu Tulu (ETH)        | 31.10,46 |
| 5.        | Masako Chiba (JPN)        | 31.20,62 |
| 6.        | Tegla Loroupe (KEN)       | 31.23,22 |
| 7.        | Yuko Kawakami (JPN)       | 31.23,23 |
| 8.        | Iulia Negura (ROU)        | 31.26,46 |
| 9.        | Julia Vaquero (ESP)       | 31.27,07 |
| 10.       | Sally Barsosio (KEN)      | 31.53,38 |
| 11.       | Catherina McKiernan (IRL) | 32.00,38 |
| 12.       | Annemari Sandell (FIN)    | 32.14,66 |
| 13.       | Colleen De Reuck (RSA)    | 32.14,69 |
| 14.       | Ljudmila Petrova (RUS)    | 32.25,89 |
| 15.       | Wang Mingxia (CHN)        | 32.38,98 |
| 16.       | Hiromi Suzuki (JPN)       | 32.43,39 |
| 17.       | Susan Hobson (AUS)        | 32.47,71 |
| 18.       | Berhane Adere (ETH)       | 32.57,35 |
| 19.       | Yang Siju (CHN)           | 33.15,29 |
| —         | Maria Guida (ITA)         | DNS      |

### Icke-kvalificerade
| Placering | Icke-kvalificerade       | Tid      |
| --------- | ------------------------ | -------- |
| —         | Joan Nesbit (USA)        | 32.33,48 |
| —         | Firija Sultanova (RUS)   | 32:40.91 |
| —         | Kate Fonshell (USA)      | 32:48.05 |
| —         | Nyla Carroll (NZL)       | 32:50.64 |
| —         | Silvia Sommaggio (ITA)   | 32:59.40 |
| —         | Chantal Dallenbach (FRA) | 33:22.35 |
| —         | Klara Kasjapova (RUS)    | 33:28.34 |
| —         | Kathrin Weßel (GER)      | 33:31.67 |
| —         | Conceição Ferreira (POR) | 33:40.76 |
| —         | Daria Nauer (SUI)        | 33:56.95 |
| —         | Olga Appell (USA)        | 34:12.54 |
| —         | Farida Fates (FRA)       | 34:38.49 |
| —         | Justine Nahimana (BDI)   | 35:58.51 |
| —         | Ursula Jeitziner (SUI)   | DNF      |
| —         | Kylie Risk (AUS)         | DNF      |